# Harold Land

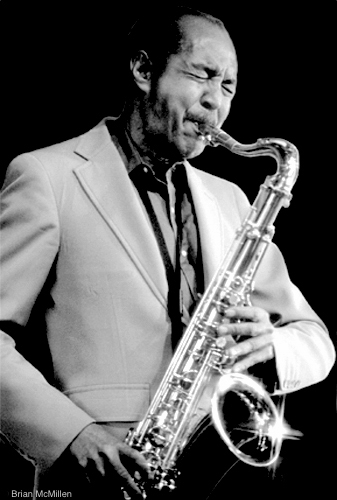
Harold Land

Harold de Vance Land (* 18. Dezember 1928 in Houston, Texas; † 27. Juli 2001 in Los Angeles, Kalifornien) war ein US-amerikanischer Jazz-Tenorsaxophonist und Komponist.

## Biografie
Land wuchs in San Diego auf und begann in der Rhythm-and-Blues-Szene. Seine ersten Aufnahmen als Leader machte er 1949 für Savoy Records. Einen Höhepunkt erfuhr seine Karriere 1954/55 als Mitglied im Quintett von Max Roach und Clifford Brown, zu dem er auch eigene Kompositionen beisteuerte. 1955 verließ er die Band (sein Nachfolger wurde Sonny Rollins, bevor das Quintett 1956 wegen des Todes von Brown aufgelöst wurde) und zog wieder nach Los Angeles, wo seine Familie seit 1954 lebte und seine Großmutter gerade im Sterben lag. 1956 bis 1958 spielte er in der Band von Curtis Counce. Sein 1958 veröffentlichtes Album The Fox genießt unter Hardbop-Kennern Kultstatus. Anfangs im Hardbop beheimatet (und somit das Gegenbeispiel für die These, es hätte an der Westküste keinen Hardbop gegeben), spielte er in den 1960er Jahren unter Einfluss von John Coltrane. In Los Angeles arbeitete er als Studiomusiker, spielte in der Band von Gerald Wilson (ab 1955), 1961 bei den Jazz Giants von Shorty Rogers, leitete eigene Gruppen und war Ko-Leader in Gruppen mit Red Mitchell (1961/2), Bobby Hutcherson (1969 bis 1971), Blue Mitchell (1975 bis 1978). In den 1980er Jahren spielte er in den Timeless All Stars mit Billy Higgins. 
Ab 1996 war er Professor im Jazz-Studies Programm der University of California in Los Angeles.
Neben Saxophon spielte er auch Flöte und Oboe. Sein Sohn Harold Land junior, geboren 1950, ist Jazz-Pianist, der auch in verschiedenen Gruppen seines Vaters mitspielte.

## Diskografie (Auswahl)
- The Harold Land Quintet, 1958
- Harold Land in the Land of Jazz, Contemporary Records/OJC 1958 (später als Grooveyard erschienen, nach dem Stück von Carl Perkins auf dem Album, mit Rolf Ericson, Leroy Vinnegar, Frank Butler, Carl Perkins)
- The Fox mit Elmo Hope (Piano), Dupree Bolton (Trompete), Herbie Lewis (Bass) und Frank Butler (Schlagzeug) (HiFi Jazz; Produzent: David Axelrod; 1959).
- West Coast Blues, Jazzland/OJC 1960 (mit Wes Montgomery)
- Hampton Hawes: For Real! (Contemporary, 1961)
- A New Shade of Blue (Maintream 1971, reissue 2017), mit Bobby Hutcherson, Bill Henderson, Buster Williams, Billy Hart, Mtume
- Harold Land Quartet at the Cellar (Condition West Recordings, ed. 2018), mit Elmo Hope, Scott LaFaro, Lenny McBrowne